# Vindemiatrix
Vindemiatrix (ε Virginis) je hvězda typu žlutého obra nacházející se v souhvězdí Panny. Se svou zdánlivou velikostí 2,85 magnitudy je třetí nejjasnější hvězdou tohoto souhvězdí po Spice a Porrimě. Název Vindemiatrix pochází z latinského slova pro „sběračka vína“ a historicky se vztahoval k jejímu východu na ranní obloze během období vinobraní.

## Charakteristika
Vindemiatrix je hvězda spektrální třídy G8III a nachází se ve vzdálenosti 110 světelných let od Země.
Její průměr je přibližně 11násobkem poloměru Slunce, hmotnost se odhaduje na 2,5násobek hmotnosti Slunce, a její povrchová teplota dosahuje hodnot mezi 5 000 a 5 200 K. Odhaduje se, že hvězda je stará přibližně 1 miliardu let.

### Pohyb a vzdálenost
Hvězda se nachází ve vzdálenosti přibližně 110 světelných let (33 parseků) od Slunce. Měření paralaxy mise Gaia (29,74 mas) poskytuje přesné údaje o vzdálenosti.

### Kulturní význam
Jméno „Vindemiatrix“ odkazuje na období sklizně hroznů, protože v minulosti byla hvězda pozorovatelná na ranní obloze během vinobraní v oblasti Středomoří. Ve starověké astrologii byla Vindemiatrix spojována s úrodou a plodností.
V čínské astronomii je Vindemiatrix součástí asterismu „Nebeský trh“, který symbolizoval prosperitu a obchod.

## Pozorování
Vindemiatrix je snadno viditelná pouhým okem za jasných nocí, především během jarní sezóny. Nachází se poblíž severního okraje souhvězdí Panny, blízko linie spojující Spicu a Arcturus. Její pozice ji činí důležitým orientačním bodem na noční obloze.

## Základní údaje
| Vlastnost                  | Hodnota               |
| -------------------------- | --------------------- |
| Spektrální třída           | G8III                 |
| Zdánlivá hvězdná velikost  | 2,85                  |
| Absolutní hvězdná velikost | −0,26                 |
| Vzdálenost od Země         | 110 světelných let    |
| Povrchová teplota          | 5 000–5 200 K         |
| Poloměr                    | ~11× poloměr Slunce   |
| Hmotnost                   | ~2,5× hmotnost Slunce |